# CFM International CFM56

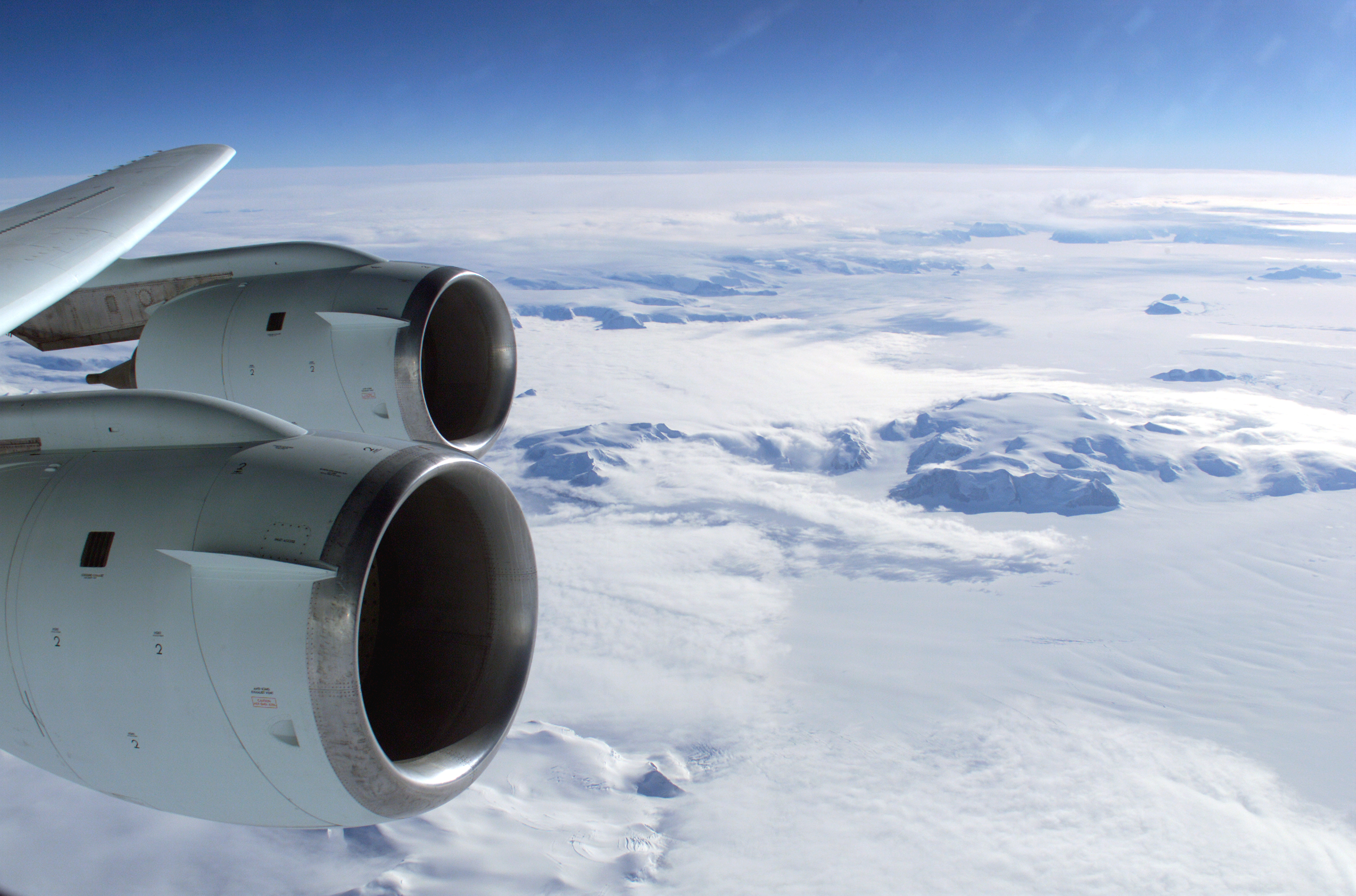
Douglas DC-8 z silnikami CFM56-2

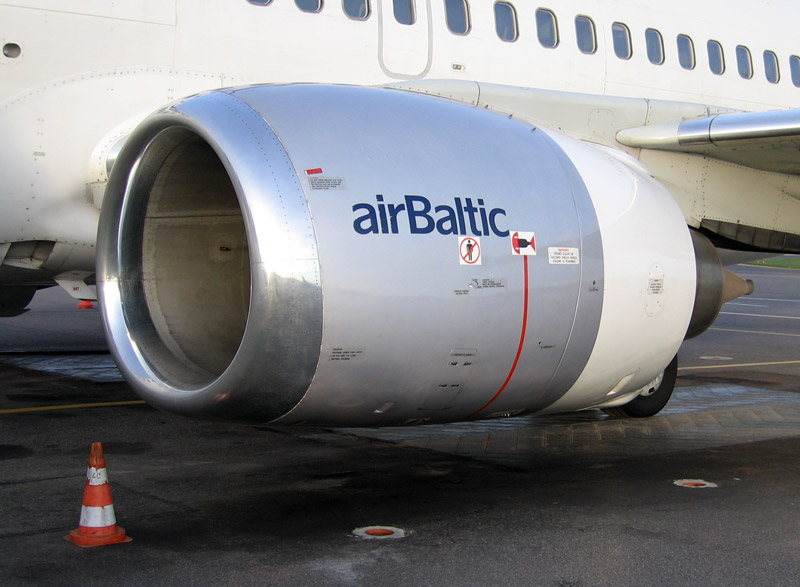
CFM56-3 zamontowany na samolocie Boeing 737-500 AirBaltic

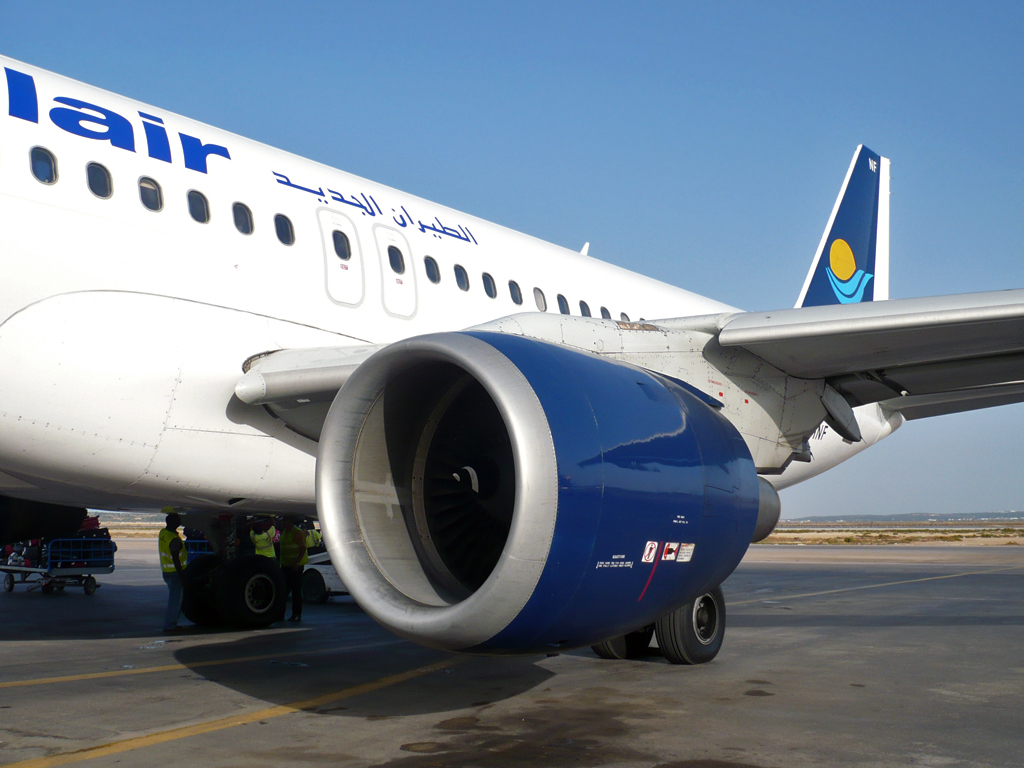
CFM56-5 zamontowany na samolocie Airbus A320-211 Nouvelair

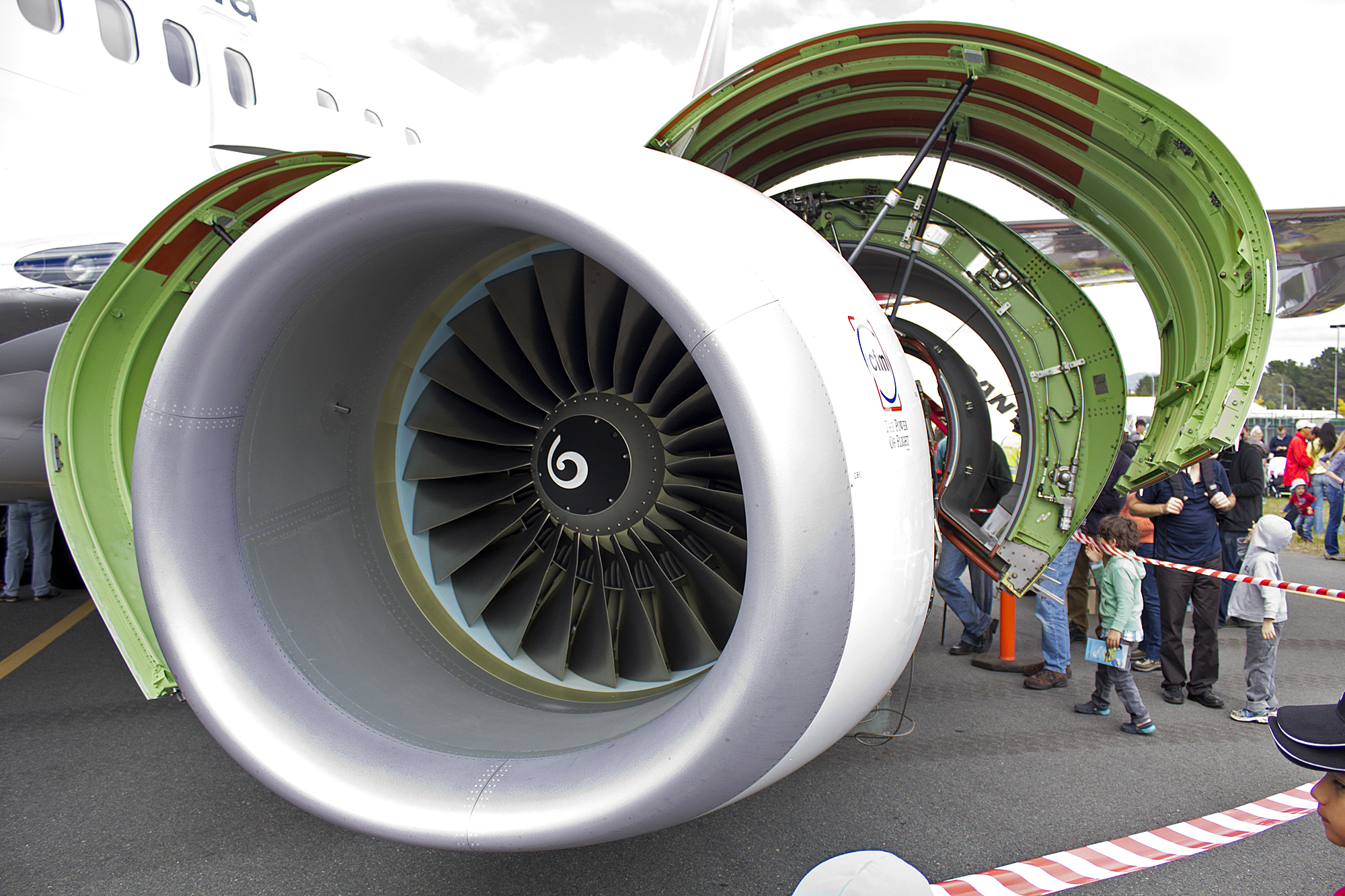
CFM56-7 zamontowany na samolocie Boeing 737-800 Qantas

CFM International CFM56 (oznaczenie militarne F108) – seria turbowentylatorowych, dwuprzepływowych silników lotniczych o dużym stosunku dwuprzepływowości. Wytwarzane są przez firmę CFM International.

## Historia
Pierwsze testy silnika rozpoczęły się w 1974. Mimo początkowych problemów politycznych, obecnie jest to jeden z najbardziej popularnych silników turbowentylatorowych na świecie. Najczęściej jest montowany na samolotach typu Boeing 737, a pod wojskowym oznaczeniem F108 zastąpił wysłużone silniki Pratt & Whitney JT3D w tankowcach Boeing KC-135 Stratotanker. Jest to również jedyny silnik do napędzania samolotów Airbus A340-200/-300.
Do stycznia 2010 silniki z serii CFM56 spędziły w powietrzu łącznie ponad 470 milionów godzin.

## Warianty

### Seria CFM56-2
Seria CFM56-2 to pierwowzór całej serii. Prace nad nim rozpoczęto w 1972, do służby silniki te weszły w 1980. Najczęściej montowane są pod oznaczeniem F108 w maszynach wojskowych (KC-135 Stratotanker, E-3 Sentry, RC-135). Wentylator silnika składa się z 44 łopat, silnik wyposażony jest w trój-stopniową sprężarkę niskiego ciśnienia.

### Seria CFM56-3
Silniki z serii CFM56-3 przeznaczone są do samolotów Boeing 737-300/-400/-500, które osiągają ciąg (zależnie od wersji) od 82,3 do 105 kN. Silnik poprzez charakterystyczne przycięcie u dołu posiada mniejszy wentylator (1,5 m), jednak nie wpływa to na parametry silnika.
Mały prześwit pod skrzydłem w samolotach Boeing 737 sprawił, że zaprojektowano silnik ze spłaszczoną gondolą u dołu, jednocześnie zmniejszając wentylator oraz umieszczając pewne elementy silnika z boku zamiast pod silnikiem.

### Seria CFM56-4
Seria CFM56-4 to proponowana wersja rozwojowa CFM56-2 przeznaczona dla rodziny Airbus A320. Silnik ma osiągać ciąg 110 kN, posiadać nowy wentylator o średnicy 1,73 m oraz system FADEC. Projekt ten jednak zaniechano, kiedy International Aero Engines zaoferował silnik V2500 do samolotów A320. Wówczas rozpoczęto prace nad serią CFM56-5, aby stworzyć bardziej konkurencyjny silnik w stosunku do V2500.

### Seria CFM56-5
Silnik CFM56-5 produkowany jest w trzech odmianach, A, B i C. Zaprojektowany do maszyn Airbus, o sile ciągu od 96 kN do 151 kN. 
CFM56-5A przeznaczony jest dla samolotów krótkiego i średniego zasięgu Airbus A320 o sile ciągu od 98 kN do 118 kN. Był to pierwszy z silnik rodziny CFM56-5. Wszedł do służby w 1988. Zastępuje wcześniejsze wersje CFM56-2 i CFM56-3. Udoskonalenie aerodynamiki, wprowadzenie systemu FADEC, nowy wentylator oraz nowe sprężarki niskiego i wysokiego ciśnienia zmniejszyły spalanie o około 10% w stosunku do poprzedników.
CFM56-5B pierwotnie został zaprojektowany do napędzania samolotów Airbus A321. Uzyskuje ciąg od 96 kN do 147 kN. Obecnie silnik ten zastąpił model CFM56-5A i może zasilać każdą wersję z rodziny A320 (A318/A319/A320/A321). Poprzez zastosowanie nowych rozwiązań konstrukcyjnych, zredukowano emisję tlenków azotu o 45%.
CFM56-5C przeznaczony jest do zasilania samolotów dalekiego zasięgu Airbus A340-200/-300. Jest to najpotężniejszy model z całej rodziny CFM56, charakteryzuje go ciąg od 139 kN do 151 kN. Pierwsze testy rozpoczęły się w grudniu 1989. Wszedł do służby w 1993. Model ten uzyskał m.in. nowy, większy wentylator.

### Seria CFM56-7
Silniki z serii CFM56-7 przeznaczone są do napędzania samolotów Boeing 737 Next Generation. Są to modele 737-600/-700/-800/-900. Projektowanie rozpoczęto w styczniu 1994, zaś pierwsze testy w maju 1995. Silnik uzyskuje ciąg od 86,7 do 121 kN. W porównaniu do poprzednika, CFM56-3 nowa wersja oferuje większy ciąg oraz mniejsze koszty eksploatacyjne. Zawiera też kilka nowych elementów z serii CFM56-5, m.in. system FADEC czy ulepszenie konstrukcji wewnętrznej. Zwiększona została również aerodynamika oraz zredukowano liczbę łopatek wentylatora z 38 do 24.
Silnik CFM56-7 może uzyskać certyfikat ETOPS 180. Silnik ten zasila także militarne wersje Boeingów 737 Next Generation.